# سیارک ۴۰۳۲
سیارک ۴۰۳۲ (به انگلیسی: 4032 Chaplygin، نامگذاری:1985UT4) چهار هزار و سی و دومین سیارک کشف شده‌است که در ۲۲ اکتبر ۱۹۸۵ کشف شد.
قدر مطلق سیارک برابر ۱۴٫۳۰ است.